# Zenonas
Zenonas ist ein litauischer und zypriotischer männlicher Vorname, abgeleitet von altgriechisch Zenon und dem latinisierten Zeno. Auf der Insel Zypern wird der Vorname auch als neugriechische Form des Namens Zenon verwendet.

## Personen
- Zenone da Campione († um 1380), italienischer Bildhauer der frühen Gotik
- Zenonas Dabkevičius (* 1954), litauischer Phytopathologe
- Zenonas Juknevičius (* 1949), litauischer Rechtsanwalt, Justizminister
- Zenonas Kulys (* 1947), Brigadegeneral, Militärakademie-Chef
- Zenonas Mačernius (* 1947), sowjetlitauischer Politiker und Bürgermeister
- Zenonas Mikutis (* 1961), Politiker, Mitglied des Seimas
- Zenonas Namavičius (1943–2019), litauischer Jurist, Rechtshistoriker, Diplomat
- Zenonas Dabkevičius  (* 1958), litauischer Philosoph und Übersetzer, Professor
- Zenonas Petras Adomaitis (1945–2016), Politiker, Mitglied des Seimas
- Zenonas Petrauskas (1950–2009), litauischer Völkerrechtler, stellvertretender Außenminister Litauens
- Zenonas Rokus Rudzikas (1940–2011), litauischer Physiker, Präsident der Litauischen Akademie der Wissenschaften
- Zenonas Streikus (* 1954), Politiker und Psychologe

Zwischenname
- Antanas Zenonas Kaminskas (* 1953),  Politiker
- Edmundas Zenonas Malūkas (* 1945), Politiker, Bürgermeister von Trakai